# Schach-Mannschaftsweltmeisterschaft/Austragungen (Damen)
Der vorliegende Artikel informiert über die Ergebnisse und weitere Details zu den Schach-Mannschaftsweltmeisterschaften der Damen.

## WM 2007
Die 1. Weltmeisterschaft der Damen wurde im Mai 2007 in Jekaterinburg ausgetragen.

### Teilnehmer
- Russland als Gastgeber
- die Ukraine, China und Georgien nach dem Ergebnis der vorhergehenden Schacholympiade
- Polen und Vietnam als Sieger der jeweiligen kontinentalen Meisterschaften
- Botswana als Vertreter Afrikas – Bei der Afrika-Meisterschaft hatte die Mannschaft hinter Algerien, Südafrika und Nigeria den vierten und letzten Platz belegt.
- Deutschland, Armenien und Tschechien als Nachrücker, da die USA und Ungarn (Platz 4 und 5 der Olympiade) auf die Teilnahme verzichteten und Amerika keinen Kontinentalmeister entsandte

### Ergebnis
| Rg | Mannschaft          | 1  | 2  | 3  | 4  | 5  | 6  | 7  | 8  | 9  | 10 | MP | BP  |
| -- | ------------------- | -- | -- | -- | -- | -- | -- | -- | -- | -- | -- | -- | --- |
| 1  | Volksrepublik China | ●  | 4  | 3½ | 2  | 4  | 2½ | 3½ | 3½ | 3½ | 4  | 17 | 30½ |
| 2  | Russland            | 0  | ●  | 2  | 3  | 2½ | 3  | 3½ | 2½ | 3½ | 4  | 15 | 24  |
| 3  | Ukraine             | ½  | 2  | ●  | 3  | 2½ | 2  | 3½ | 3  | 2  | 4  | 13 | 22½ |
| 4  | Georgien            | 2  | 1  | 1  | ●  | 3  | 2  | 2½ | 2  | 2½ | 4  | 11 | 20  |
| 5  | Polen               | 0  | 1½ | 1½ | 1  | ●  | 3  | 2  | 3  | 3½ | 4  | 09 | 19½ |
| 6  | Deutschland         | 1½ | 1  | 2  | 2  | 1  | ●  | 2  | 2½ | 2  | 4  | 08 | 18  |
| 7  | Vietnam             | ½  | ½  | ½  | 1½ | 2  | 2  | ●  | 2½ | 3  | 4  | 08 | 16½ |
| 8  | Armenien            | ½  | 1½ | 1  | 2  | 1  | 1½ | 1½ | ●  | 4  | 4  | 05 | 17  |
| 9  | Tschechien          | ½  | ½  | 2  | 1½ | ½  | 2  | 1  | 0  | ●  | 4  | 04 | 12  |
| 10 | Botswana            | 0  | 0  | 0  | 0  | 0  | 0  | 0  | 0  | 0  | ●  | 0  | 0   |

### Siegermannschaft
Für China spielten Zhao Xue, Hou Yifan, Ruan Lufei, Shen Yang und Huang Qian.

### Besonderheiten
- Im Gegensatz zu den bisherigen Weltmeisterschaften galt als erste Wertung die Zahl der Mannschaftspunkte und erst bei deren Gleichheit die Zahl der Brettpunkte.
- China war allen anderen Mannschaften hoch überlegen. Schon nach dem 4:0(!) gegen Russland in der 2. Runde gab es kaum Zweifel am Sieg der Chinesinnen. Nur beim 2:2 gegen Georgien gab die Mannschaft eine Partie ab.
- Die Vertretung aus Botswana war nicht annähernd konkurrenzfähig und verlor alle 36 Partien nach zum Teil drastischen Fehlern – u. a. durch den bekannten Damenverlust nach 5 Zügen in der Russischen Verteidigung.

### Deutsche Mannschaft
Für die deutsche Nationalmannschaft spielten Jessica Nill, Elisabeth Pähtz, Ketino Kachiani-Gersinska, Melanie Ohme und Maria Schöne.

Der 6. Platz des kurzfristig eingesprungenen deutschen Teams ist ein beachtlicher Erfolg. Elisabeth Pähtz und Ketino Kachiani-Gersinska blieben ungeschlagen.

## WM 2009
Die 2. Weltmeisterschaft der Damen wurde im September 2009 in Ningbo ausgetragen.

### Teilnehmer
- China als Titelverteidiger und Gastgeber (mit zwei Mannschaften)
- Russland, Polen, Armenien, die Ukraine und Georgien als beste Mannschaften der Europameisterschaft 2007 und zugleich beste europäische Mannschaften bei der Schacholympiade 2008
- Indien und Vietnam als Zweiter und Dritter der vorhergehenden Asien-Meisterschaft (hinter China)
- die USA als Dritter der Schacholympiade 2008

Afrika entsandte keinen Vertreter.

### Ergebnis
| Rg | Mannschaft            | 1  | 2  | 3  | 4  | 5  | 6  | 7  | 8  | 9  | 10 | MP | BP  |
| -- | --------------------- | -- | -- | -- | -- | -- | -- | -- | -- | -- | -- | -- | --- |
| 1  | Volksrepublik China   | ●  | 2  | 1  | 3½ | 3½ | 2½ | 3  | 1  | 3  | 2  | 12 | 21½ |
| 2  | Russland              | 2  | ●  | 2  | 2½ | 2  | 2  | 1½ | 3  | 3  | 3  | 12 | 21  |
| 3  | Ukraine               | 3  | 2  | ●  | 1  | 2½ | 2  | 2½ | 2  | 2  | 3½ | 12 | 20½ |
| 4  | Georgien              | ½  | 1½ | 3  | ●  | 1½ | 3  | 3  | 3  | 2  | 2½ | 11 | 20  |
| 5  | Armenien              | ½  | 2  | 1½ | 2½ | ●  | 3½ | 2  | ½  | 2½ | 3½ | 10 | 18½ |
| 6  | Polen                 | 1½ | 2  | 2  | 1  | ½  | ●  | 3  | 2½ | 2½ | 2½ | 10 | 17½ |
| 7  | Indien                | 1  | 2½ | 1½ | 1  | 2  | 1  | ●  | 3  | 2½ | 3  | 09 | 17½ |
| 8  | USA                   | 3  | 1  | 2  | 1  | 3½ | 1½ | 1  | ●  | 1½ | 2  | 06 | 16½ |
| 9  | Volksrepublik China B | 1  | 1  | 2  | 2  | 1½ | 1½ | 1½ | 2½ | ●  | 3  | 06 | 16  |
| 10 | Vietnam               | 2  | 1  | ½  | 1½ | ½  | 1½ | 1  | 2  | 1  | ●  | 02 | 11  |

### Siegermannschaft
Für China spielten Hou Yifan, Zhao Xue, Shen Yang, Ju Wenjun und Huang Qian.

### Besonderheiten
- Das Turnier verlief sehr ausgeglichen, was auch an der hohen Zahl von Minuspunkten der Siegermannschaft ersichtlich ist. China unterlag gegen die Ukraine und die USA.
- In der ersten Turnierhälfte dominierte die Mannschaft aus Polen, die jedoch aus den letzten 4 Runden nur noch einen Mannschaftspunkt holte.
- Beste Einzelspielerin war die russische Jugendweltmeisterin von 2007 Walentina Gunina mit 6,5 Punkten aus 7 Partien. Hinzu kam eine kampflose Niederlage, als sie sich in der zweiten Runde geringfügig verspätete, was nach den Regeln der FIDE mit Partieverlust bestraft wurde.

## WM 2011
Die 3. Weltmeisterschaft der Damen wurde im Dezember 2011 in Mardin in der Türkei ausgetragen.

### Teilnehmer
- Russland, China und Georgien als Medaillengewinner der  Schacholympiade 2010
- die Ukraine als EM-Dritter von 2009 hinter Russland und Georgien
- Vietnam und Indien als Sieger und Zweiter der Asien-Meisterschaft von 2009
- die Türkei als Gastgeber
- Armenien und Griechenland auf Einladung
- Südafrika als Vertreter Afrikas. Die Mannschaft hat bei den Panafrikanischen Spielen 2011 den dritten Platz belegt. Die vor ihr platzierten Teams aus Ägypten und Algerien nahmen statt der WM an den zeitgleich ausgetragenen Panarabischen Spielen teil.

Die nach dem Ergebnis der Schacholympiade startberechtigten Mannschaften aus Kuba und den USA verzichteten. Sie wurden durch die eingeladenen Mannschaften ersetzt.

### Ergebnis
| Rg | Mannschaft          | 1  | 2  | 3  | 4  | 5  | 6  | 7  | 8  | 9  | 10 | MP | BP  |
| -- | ------------------- | -- | -- | -- | -- | -- | -- | -- | -- | -- | -- | -- | --- |
| 1  | Volksrepublik China | ●  | 4  | 3  | 2½ | 1½ | 4  | 3  | 3  | 2½ | 4  | 16 | 27½ |
| 2  | Russland            | 0  | ●  | 2  | 3  | 3  | 2  | 2½ | 2  | 3  | 4  | 13 | 21½ |
| 3  | Georgien            | 1  | 2  | ●  | 3  | 2  | 2½ | 1  | 3  | 3  | 4  | 12 | 21½ |
| 4  | Indien              | 1½ | 1  | 1  | ●  | 2  | 3½ | 4  | 2½ | 3½ | 4  | 11 | 23  |
| 5  | Ukraine             | 2½ | 1  | 2  | 2  | ●  | 2½ | 2  | 3½ | 1½ | 4  | 11 | 21  |
| 6  | Armenien            | 0  | 2  | 1½ | ½  | 1½ | ●  | 2½ | 4  | 3½ | 4  | 09 | 19½ |
| 7  | Vietnam             | 1  | 1½ | 3  | 0  | 2  | 1½ | ●  | 2½ | 3½ | 4  | 09 | 19  |
| 8  | Griechenland        | 1  | 2  | 1  | 1½ | ½  | 0  | 1½ | ●  | 3½ | 4  | 05 | 15  |
| 9  | Türkei              | 1½ | 1  | 1  | ½  | 2½ | ½  | ½  | ½  | ●  | 3  | 04 | 11  |
| 10 | Südafrika           | 0  | 0  | 0  | 0  | 0  | 0  | 0  | 0  | 1  | ●  | 0  | 01  |

### Siegermannschaft
Für China spielten Hou Yifan, Ju Wenjun, Zhao Xue, Tan Zhongyi, und Zhang Xiaowen.

### Besonderheiten
- Die Chinesinnen standen trotz einer Niederlage gegen die Ukraine bereits vor der Schlussrunde als Sieger fest. Wie schon 2007 gewannen sie das direkte Duell gegen Russland mit 4:0.
- Beste Einzelspielerinnen nach Punkten waren die Chinesinnen Zhao Xue und Tan Zhongyi mit je 7 Punkten aus 9 Partien. Die beste Elo-Leistung erreichte die Inderin Humpy Koneru.

## WM 2013
Die 4. Weltmeisterschaft der Damen wurde im März 2013 in Astana in Kasachstan ausgetragen.

### Teilnehmer
- Russland, China und die Ukraine als Medaillengewinner der  Schacholympiade 2012
- Georgien als Dritter der Europameisterschaft 2011. Europameister Russland qualifizierte sich über das Olympiade-Ergebnis. Der Zweitplatzierte Polen hat offenbar verzichtet.
- Frankreich als Fünfter der Europameisterschaft hinter der bereits über das Olympiade-Ergebnis qualifizierten Ukraine
- die USA als Vertreter Amerikas
- Indien als Zweiter der Asien-Meisterschaft 2012 hinter China und Vierter der Schacholympiade
- Rumänien als Fünfter der Schacholympiade
- Kasachstan als Gastgeber
- die Türkei auf Einladung des FIDE-Präsidenten

### Ergebnis
| Rg | Mannschaft          | 1  | 2  | 3  | 4  | 5  | 6  | 7  | 8  | 9  | 10 | MP | BP  |
| -- | ------------------- | -- | -- | -- | -- | -- | -- | -- | -- | -- | -- | -- | --- |
| 1  | Ukraine             | ●  | 3  | 2  | 3  | 3  | 2½ | 2½ | 2  | 4  | 2½ | 16 | 24½ |
| 2  | Volksrepublik China | 1  | ●  | 2  | 3  | 2½ | 3½ | 3  | 3  | 3½ | 4  | 15 | 25½ |
| 3  | Russland            | 2  | 2  | ●  | 2  | 2½ | 1½ | 3  | 3½ | 3½ | 4  | 13 | 24  |
| 4  | Georgien            | 1  | 1  | 2  | ●  | 2  | 3½ | 2½ | 3  | 3½ | 3  | 12 | 21½ |
| 5  | Indien              | 1  | 1½ | 1½ | 2  | ●  | 2  | 3  | 2  | 2½ | 2½ | 09 | 18  |
| 6  | USA                 | 1½ | ½  | 2½ | ½  | 2  | ●  | 2  | 2  | 2  | 2½ | 08 | 15½ |
| 7  | Kasachstan          | 1½ | 1  | 1  | 1½ | 1  | 2  | ●  | 2  | 2½ | 3  | 06 | 15½ |
| 8  | Rumänien            | 2  | 1  | ½  | 1  | 2  | 2  | 2  | ●  | 2  | 2  | 06 | 14½ |
| 9  | Frankreich          | 0  | ½  | ½  | ½  | 1½ | 2  | 1½ | 2  | ●  | 3½ | 04 | 12  |
| 10 | Türkei              | 1½ | 0  | 0  | 1  | 1½ | 1½ | 1  | 2  | ½  | ●  | 01 | 09  |

### Siegermannschaft
Für die Ukraine spielten Kateryna Lahno, Anna Uschenina, Marija Musytschuk, Natalja Schukowa und Inna Janowska.

### Besonderheiten
Die Ukraine blieb als einzige Mannschaft ungeschlagen, gewann das Spitzenspiel gegen Titelverteidiger China mit 3:1. Die Russinen gaben jeweils ein 2:2 gegen die Ukraine, China und Georgien ab und unterlagen den USA 1,5:2,5. Dies blieb neben dem Sieg gegen die Türkei der einzige Mannschaftserfolg der USA-Damen.
Beste Einzelspielerinnen wurden nach Elo-Performance
- die Chinesin Ju Wenjun mit einer Performance von 2651 und
- die US-Amerikanerin Irina Krush mit 2607 Punkten.

Beide Spielerinnen erreichten je 7 Punkte aus neun Runden. Das gleiche Punktergebnis weist die Chinesin Tan Zhongyi auf. Olga Girja aus Russland kam auf 6,5 Punkte aus acht Partien.

## WM 2015
Die 5. Weltmeisterschaft fand vom 18. bis 28. April 2015 in Chengdu in China statt.

### Teilnehmer
- China als Gastgeber und Zweitplatzierter der  Schacholympiade 2014
- Russland, Ukraine, Georgien, Armenien, Kasachstan als bestplatzierte Mannschaften der Schacholympiade 2014
- Polen als beste nächstplatzierte Mannschaft sowohl bei der Europameisterschaft 2013 als auch der Schacholympiade 2014
- USA als Sieger der Panamerikanischen Meisterschaft 2013
- Ägypten als Sieger der Afrikaspiele 2011
- Indien auf Einladung des FIDE-Präsidenten – Die Mannschaft war Zweiter der Asien-Meisterschaft hinter WM-Gastgeber China.

### Ergebnis
| Rg | Mannschaft          | 1  | 2  | 3  | 4  | 5  | 6  | 7  | 8  | 9  | 10 | MP | BP  |
| -- | ------------------- | -- | -- | -- | -- | -- | -- | -- | -- | -- | -- | -- | --- |
| 1  | Georgien            | ●  | 2  | 2½ | 2½ | 2½ | 3  | 3  | 2½ | 3  | 4  | 17 | 25  |
| 2  | Russland            | 2  | ●  | 3  | 2½ | 2½ | 2  | 2  | 3½ | 3½ | 4  | 15 | 25  |
| 3  | Volksrepublik China | 1½ | 1  | ●  | 2  | 2  | 2  | 3  | 3  | 3½ | 4  | 11 | 22  |
| 4  | Indien              | 1½ | 1½ | 2  | ●  | 2  | 1½ | 3  | 3½ | 3  | 4  | 10 | 22  |
| 5  | Ukraine             | 1½ | 1½ | 2  | 2  | ●  | 3½ | 2½ | ½  | 3  | 3½ | 10 | 20  |
| 6  | Kasachstan          | 1  | 2  | 2  | 2½ | ½  | ●  | 2  | 2  | 2  | 3½ | 09 | 17½ |
| 7  | Armenien            | 1  | 2  | 1  | 1  | 1½ | 2  | ●  | 2½ | 2  | 3  | 07 | 16  |
| 8  | Polen               | 1½ | ½  | 1  | ½  | 3½ | 2  | 1½ | ●  | 2  | 3  | 06 | 15½ |
| 9  | USA                 | 1  | ½  | ½  | 1  | 1  | 2  | 2  | 2  | ●  | 3  | 05 | 13  |
| 10 | Ägypten             | 0  | 0  | 0  | 0  | ½  | ½  | 1  | 1  | 1  | ●  | 0  | 04  |

### Siegermannschaft
Für Georgien spielten Bela Chotenaschwili, Lela Dschawachischwili, Meri Arabidse, Nino Baziaschwili und Salome Melia.

### Besonderheiten
Georgien und Russland trafen bereits in der ersten Runde aufeinander und trennten sich 2:2. Der spätere Weltmeister gewann danach alle weiteren Wettkämpfe. Russland gab bereits in Runde 2 gegen Armenien und später gegen Kasachstan weitere Unentschieden ab. Titelverteidiger Ukraine mit Einzel-Weltmeisterin Marija Musytschuk unterlag bereits zum Auftakt deutlich gegen Außenseiter Polen und konnte in der Folge nicht mehr in den Kampf um den Titel eingreifen.
Beste Einzelspielerin war Bela Chotenaschwili mit 7,5 Punkten aus 9 Partien am Spitzenbrett. Die beste prozentuale Ausbeute holte die Russin Olga Girja mit 6,5 Punkten aus 7 Partien. Auf je 6,5 Punkte kamen auch Lilit Mkrttschjan (Armenien) und Lei Tingjie (China).

## WM 2017
Die 6. Weltmeisterschaft fand im Juni 2017 in Chanty-Mansijsk statt.

### Teilnehmer
- Russland als Gastgeber
- China, Polen, die Ukraine, Indien, die USA, Vietnam und Aserbaidschan als bestplatzierte Mannschaften der Schacholympiade 2016
- Ägypten als Vertreter Afrikas
- Georgien auf Einladung

### Ergebnis
| Rg | Mannschaft          | 1  | 2  | 3  | 4  | 5  | 6  | 7  | 8  | 9  | 10 | MP | BP  |
| -- | ------------------- | -- | -- | -- | -- | -- | -- | -- | -- | -- | -- | -- | --- |
| 1  | Russland            | ●  | 3  | 2½ | 3  | 3  | 3½ | 2  | 3  | 2  | 3½ | 16 | 25½ |
| 2  | Volksrepublik China | 1  | ●  | 3½ | 2  | 2  | 3  | 3  | 2½ | 2  | 3  | 13 | 22  |
| 3  | Georgien            | 1½ | ½  | ●  | 2  | 2½ | 2  | 3  | 3  | 3  | 4  | 12 | 21½ |
| 4  | Indien              | 1  | 2  | 2  | ●  | 1½ | 2½ | 2½ | 2½ | 3  | 3  | 12 | 20  |
| 5  | Ukraine             | 1  | 2  | 1½ | 2½ | ●  | 2  | 2½ | 3  | 2½ | 2½ | 12 | 19½ |
| 6  | Polen               | ½  | 1  | 2  | 1½ | 2  | ●  | 2  | 2½ | 3½ | 3½ | 09 | 18½ |
| 7  | USA                 | 2  | 1  | 1  | 1½ | 1½ | 2  | ●  | 2  | 2  | 3½ | 06 | 16½ |
| 8  | Vietnam             | 1  | 1½ | 1  | 1½ | 1  | 1½ | 2  | ●  | 2½ | 4  | 05 | 16  |
| 9  | Aserbaidschan       | 2  | 2  | 1  | 1  | 1½ | ½  | 2  | 1½ | ●  | 4  | 05 | 15½ |
| 10 | Ägypten             | ½  | 1  | 0  | 1  | 1½ | ½  | ½  | 0  | 0  | ●  | 0  | 05  |

### Siegermannschaft
Für die russische Mannschaft spielten Alexandra Kostenjuk, Kateryna Lagno, Walentina Gunina, Alexandra Gorjatschkina und Olga Girja.

### Besonderheiten
- Beste Einzelspielerinnen waren die Chinesin Lei Tingjie mit 8 Punkte aus 9 Runden und einer Elo-Performance von 2687 sowie Alexandra Kostenjuk, deren 6 Punkte aus 8 Partien am Spitzenbrett eine Elo-Performance von 2633 bedeuten.
- Nur die Mannschaft aus Russland blieb ungeschlagen. Sie spielte gegen die USA und Aserbaidschan unentschieden.

## WM 2019
Die 7. Weltmeisterschaft fand im März 2019 in Astana statt.

### Teilnehmer
- Russland als Titelverteidiger (und zugleich Europameister 2017)
- China als Sieger des Asiatischen Nationenpokals 2018
- die USA als amerikanische Mannschaft mit dem höchsten durchschnittlichen Rating
- Ägypten als afrikanische Mannschaft mit dem höchsten durchschnittlichen Rating
- Kasachstan als Gastgeber
- die Ukraine, Georgien, Ungarn und Armenien als bestplatzierte und nicht anderweitig qualifizierte Mannschaften der Schacholympiade 2018
- Indien auf Einladung des FIDE-Präsidenten

### Ergebnis
| Rg | Mannschaft          | 1  | 2  | 3  | 4  | 5  | 6  | 7  | 8  | 9  | 10 | MP | BP  |
| -- | ------------------- | -- | -- | -- | -- | -- | -- | -- | -- | -- | -- | -- | --- |
| 1  | Volksrepublik China | ●  | 2½ | 2½ | 3½ | 2½ | 2½ | 3  | 2½ | 3½ | 4  | 18 | 26½ |
| 2  | Russland            | 1½ | ●  | 2  | 2  | 3  | 3½ | 2½ | 3½ | 4  | 4  | 13 | 26  |
| 3  | Georgien            | 1½ | 2  | ●  | 2  | 3½ | 2  | 3½ | 2  | 3  | 3½ | 12 | 23  |
| 4  | Ukraine             | ½  | 2  | 2  | ●  | 2  | 2½ | 2  | 2½ | 3  | 4  | 12 | 20½ |
| 5  | Kasachstan          | 1½ | 1  | ½  | 2  | ●  | 2  | 2½ | 3  | 2½ | 3½ | 10 | 18½ |
| 6  | Indien              | 1½ | ½  | 2  | 1½ | 2  | ●  | 4  | 2½ | 2  | 4  | 09 | 20  |
| 7  | USA                 | 1  | 1½ | ½  | 2  | 1½ | 0  | ●  | 3  | 3  | 2½ | 07 | 15  |
| 8  | Armenien            | 1½ | ½  | 2  | 1½ | 1  | 1½ | 1  | ●  | 2  | 4  | 04 | 15  |
| 9  | Ungarn              | ½  | 0  | 1  | 1  | 1½ | 2  | 1  | 2  | ●  | 2½ | 04 | 11½ |
| 10 | Ägypten             | 0  | 0  | ½  | 0  | ½  | 0  | 1½ | 0  | 1½ | ●  | 0  | 04  |

### Siegermannschaft
Für China starteten bei dieser Weltmeisterschaft Tan Zhongyi, Shen Yang, Huang Qian, Lei Tingjie und Ding Yixin.

### Besonderheiten
- Erfolgreichste Einzelspielerin war die Russin Alexandra Gorjatschkina mit acht Punkten aus neun Partien. Zwei Spielerinnen des siegreichen chinesischen Teams kamen auf je sieben Punkte: Lei Tingjie bei nur acht Partien und Tan Zhongyi am Spitzenbrett aus allen neun Runden.

## WM 2021
Die 8. Weltmeisterschaft fand vom 26. September bis 3. Oktober in Sitges statt. Gegenüber früheren Turnieren gab es eine Reihe von Veränderungen.
- Erstmals waren zwölf Mannschaften am Start.
- Die Mannschaften wurden zunächst in zwei Vorrunden-Gruppen eingeteilt. Die Mannschaften auf Platz 1 bis 4 der Gruppen qualifizierten sich für eine KO-Phase, beginnend mit dem Viertelfinale.
- In der KO-Phase wurde jeweils mit Hin- und Rückspiel gespielt. Endete dieses Duell nach Mannschaftspunkten unentschieden, so folgte eine Entscheidung durch Blitzmatches.
- Alle Partien wurden mit verkürzter Bedenkzeit von 45 Minuten für die gesamte Partie bei 10 Sekunden Zuschlag pro Zug gespielt.

### Teilnehmer
Die Kriterien zur Teilnahme waren wie folgt festgelegt:
- beste Mannschaft jedes Kontinents gemäß aktuellem Elo-Durchschnitt der besten vier Spielerinnen
- weitere fünf beste Mannschaften gemäß aktuellem Elo-Durchschnitt der besten vier Spielerinnen
- Gastgeber (Spanien)
- zwei Mannschaften nach Nominierung durch den FIDE-Präsidenten
- Nachrücker werden über den Elo-Durchschnitt bestimmt.

Schließlich nahmen folgende zwölf Mannschaften teil, wobei die Zuordnung zu den genannten Kriterien nicht dokumentiert ist: Armenien, Frankreich, Indien, Russland, Aserbaidschan, Georgien, Kasachstan, Deutschland, Polen, Spanien und die Ukraine sowie eine Auswahl des amerikanischen Kontinents mit je einer Spielerin aus Peru, Argentinien, Kuba, Kanada und Paraguay.
Wegen aktueller Reisebeschränkungen im Zuge der COVID-19-Pandemie konnten die qualifizierten Mannschaften der USA und Chinas nicht teilnehmen.

### Ergebnisse

#### Vorrunde
| Rg | Mannschaft    | 1 | 2  | 3  | 4  | 5  | 6  | MP | BP  |
| -- | ------------- | - | -- | -- | -- | -- | -- | -- | --- |
| 1  | Russland      | ● | 3  | 3  | 3½ | 3½ | 4  | 10 | 17  |
| 2  | Indien        | 1 | ●  | 2½ | 2  | 3  | 2½ | 07 | 11  |
| 3  | Armenien      | 1 | 1½ | ●  | 2  | 2½ | 3½ | 05 | 10½ |
| 4  | Aserbaidschan | ½ | 2  | 2  | ●  | ½  | 3½ | 04 | 08½ |
| 5  | Frankreich    | ½ | 1  | 1½ | 3½ | ●  | 1½ | 02 | 08  |
| 6  | Spanien       | 0 | 1½ | ½  | ½  | 2½ | ●  | 02 | 05  |

| Rg | Mannschaft  | 1 | 2  | 3  | 4  | 5  | 6  | MP | BP  |
| -- | ----------- | - | -- | -- | -- | -- | -- | -- | --- |
| 1  | Georgien    | ● | 3  | 2  | 3  | 3½ | 2  | 8  | 13½ |
| 2  | Ukraine     | 1 | ●  | 2½ | 3½ | 3½ | 2  | 7  | 12½ |
| 3  | Kasachstan  | 2 | 1½ | ●  | 2½ | 2½ | 3½ | 7  | 12  |
| 4  | Amerika     | 1 | ½  | 1½ | ●  | 2  | 2½ | 3  | 07½ |
| 5  | Deutschland | ½ | ½  | 1½ | 2  | ●  | 2½ | 3  | 07  |
| 6  | Polen       | 2 | 2  | ½  | 1½ | 1½ | ●  | 2  | 07½ |

#### Viertelfinale
| Mannschaft | 1 | 2  | 3 |
| ---------- | - | -- | - |
| Ukraine    | 1 | 3½ | 3 |
| Armenien   | 3 | ½  | 1 |

| Mannschaft | 1 | 2 |
| ---------- | - | - |
| Russland   | 4 | 3 |
| Amerika    | 0 | 1 |

| Mannschaft    | 1  | 2 |
| ------------- | -- | - |
| Georgien      | 3½ | 2 |
| Aserbaidschan | ½  | 2 |

| Mannschaft | 1 | 2  |
| ---------- | - | -- |
| Indien     | 2 | 2½ |
| Kasachstan | 2 | 1½ |

#### Halbfinale
| Mannschaft | 1  | 2 |
| ---------- | -- | - |
| Russland   | 2½ | 3 |
| Ukraine    | 1½ | 1 |

| Mannschaft | 1 | 2  |
| ---------- | - | -- |
| Indien     | 2 | 2½ |
| Georgien   | 2 | 1½ |

#### Finale
| Mannschaft | 1  | 2 |
| ---------- | -- | - |
| Russland   | 2½ | 3 |
| Indien     | 1½ | 1 |

### Aufstellungen
Für die deutsche Mannschaft wurden Elisabeth Pähtz, Josefine Heinemann, Hanna Marie Klek, Jana Schneider und Melanie Lubbe nominiert.
Aufstellung der Halbfinalisten
- Russland: Alexandra Gorjatschkina, Alexandra Kostenjuk, Jekaterina Lagno, Polina Schuwalowa, Alina Kaschlinskaja
- Georgien: Nana Dsagnidse, Nino Baziaschwili, Meri Arabidse, Lela Dschawachischwili, Salome Melia
- Ukraine: Anna Musytschuk, Marija Musytschuk, Anna Uschenina, Julija Osmak, Natalija Buksa
- Indien: D. Harika, R. Vaishali, Tania Sachdev, Bhakti Kulkarni, Mary Ann Gomes

## WM 2023
Die 9. Austragung der Weltmeisterschaft fand vom 6. bis 11. September 2023 in Bydgoszcz statt.
Der Austragungsmodus entsprach jenem der vorigen Weltmeisterschaft. 

### Teilnehmer
An dieser Weltmeisterschaft nahmen zwölf Mannschaften teil:
- Georgien, Indien und die Ukraine als Halbfinalisten der vorigen Austragung. Der vierte Halbfinalist Russland war als Nationalmannschaft wegen des Krieges gegen die Ukraine suspendiert.
- Ägypten, China, Deutschland und die USA als jeweils bestes Land des Kontinents gemäß den Schnellschach-Elo-Zahlen der vier besten Spielerinnen im Juni 2023
- Frankreich und Kasachstan als weitere beste Teams nach Schnellschach-Elo-Zahlen ohne Rücksicht auf den Kontinentalverband
- Polen als Gastgeber
- eine Auswahl Mittel- und Südamerikas mit Spielerinnen aus Kuba, Peru, Paraguay, Argentinien und Kolumbien nach Nominierung durch den FIDE-Präsidenten
- Bulgarien als Nachrücker gemäß Schnellschach-Elo-Rangliste

### Ergebnisse

#### Vorrunde
| Rg | Mannschaft | 1  | 2  | 3  | 4  | 5  | 6  | MP | BP  |
| -- | ---------- | -- | -- | -- | -- | -- | -- | -- | --- |
| 1  | Kasachstan | ●  | 2  | 2½ | 2½ | 2½ | 3  | 9  | 12½ |
| 2  | Georgien   | 2  | ●  | 3½ | 1½ | 3  | 3½ | 7  | 13½ |
| 3  | Ukraine    | 1½ | ½  | ●  | 2  | 2½ | 3½ | 5  | 10  |
| 4  | Frankreich | 1½ | 2½ | 2  | ●  | 1  | 3  | 5  | 10  |
| 5  | Indien     | 1½ | 1  | 1½ | 3  | ●  | 3½ | 4  | 10½ |
| 6  | Ägypten    | 1  | ½  | ½  | 1  | ½  | ●  | 0  | 03½ |

| Rg | Mannschaft          | 1  | 2  | 3  | 4  | 5  | 6  | MP | BP  |
| -- | ------------------- | -- | -- | -- | -- | -- | -- | -- | --- |
| 1  | USA                 | ●  | 1½ | 2½ | 2½ | 4  | 2  | 7  | 12½ |
| 2  | Polen               | 2½ | ●  | 1½ | 2½ | 2  | 2½ | 7  | 11  |
| 3  | Volksrepublik China | 1½ | 2½ | ●  | 3  | 1  | 3  | 6  | 11  |
| 4  | Deutschland         | 1½ | 1½ | 1  | ●  | 2½ | 2½ | 4  | 09  |
| 5  | Bulgarien           | 0  | 2  | 3  | 1½ | ●  | 2  | 4  | 08½ |
| 6  | Amerika             | 2  | 1½ | 1  | 1½ | 2  | ●  | 2  | 08  |

#### Viertelfinale
| Mannschaft  | 1 | 2 |
| ----------- | - | - |
| Kasachstan  | 2 | 3 |
| Deutschland | 2 | 1 |

| Mannschaft | 1 | 2  |
| ---------- | - | -- |
| Frankreich | 3 | 2½ |
| Polen      | 1 | 1½ |

| Mannschaft | 1  | 2  |
| ---------- | -- | -- |
| Ukraine    | 1½ | 1½ |
| USA        | 2½ | 2½ |

| Mannschaft          | 1  | 2 |
| ------------------- | -- | - |
| Georgien            | 2½ | 2 |
| Volksrepublik China | 1½ | 2 |

#### Halbfinale
Beide Halbfinalwettkämpfe endeten zunächst unentschieden und mussten durch einen Entscheidungswettkampf im Blitzschach entschieden werden.
| Mannschaft | 1 | 2 | 3 |
| ---------- | - | - | - |
| Frankreich | 3 | 1 | 0 |
| Kasachstan | 1 | 3 | 4 |

| Mannschaft | 1  | 2  | 3  |
| ---------- | -- | -- | -- |
| USA        | 1½ | 2½ | ½  |
| Georgien   | 2½ | 1½ | 3½ |

#### Finale und Spiel um Platz 3
| Mannschaft | 1  | 2  |
| ---------- | -- | -- |
| Kasachstan | 1½ | ½  |
| Georgien   | 2½ | 3½ |

| Mannschaft | 1 | 2 |
| ---------- | - | - |
| USA        | 2 | 1 |
| Frankreich | 2 | 3 |

### Aufstellungen
Für die deutsche Mannschaft wurden Elisabeth Pähtz, Dinara Wagner, Josefine Heinemann, Hanna Marie Klek, Jana Schneider und Fiona Sieber nominiert.
Aufstellungen der Halbfinalisten
- Kasachstan: Bibissara Assaubajewa, Merujert Kamalidenowa, Xeniya Balabayeva, Alua Nurmanova, Assel Serikbay, Amina Kairbekova
- Frankreich: Deimantė Cornette, Anastasia Savina, Sophie Milliet, Mitra Hejazipour, Natacha Benmesbah, Silvia Alexieva
- USA: Alice Lee, Anna Zatonskih, Tatev Abrahamyan, Annie Wang, Atousa Pourkashiyan
- Georgien: Bela Chotenaschwili, Meri Arabidse, Nino Baziaschwili, Lela Dschawachischwili, Salome Melia

#### Beste Einzelergebnisse
- In den Vorrunden holten Bibissara Assaubajewa und Meri Arabidse je vier Punkte aus fünf Partien.
- Unter Mitberechnung der Finalphase überragten die Ergebnisse des siegreichen georgischen Teams: Arabidse 9 (aus 12), Dschawachischwili 8,5 (aus 12) und Baziaschwili 7,5 (aus 11). Je 7,5 Punkte aus 12 Partien erreichten auch Bibissara Assaubajewa und Alice Lee an den Spitzenbrettern von Kasachstan und des USA-Teams.